# Садашіварая Тулува
Садашіварая (*д/н —1570) — магараджахіраджа (цар царів) Віджаянагарської імперії у 1542–1570 роках.

## Життєпис
Походив з династії тулува. Син володаря Крішнадевараї. За правління дядька Ач'ютадевараї не відігравав жодної ролі. У 1542 році після смерті останнього завдяки впливовому міністрові Рамараї Аравіду отримав трон. Проте залишався номінальним правителем. Усі справи вирішував Рамарая. Після загибелі Рамараї у 1565 році під час війни із султанами Біджапуру, Бідару, Голконди, Ахмеднагару владу над імперією перебрав Тірумаларая Аравіду, який у 1570 році скинув із трону Садашівараю.